# Wrust
A Wrust botswanai death metal együttes.

## Története
A zenekar 2000-ben alakult az ország fővárosában, Gaborone-ban. Sűrűek voltak a tagcserék, egyedül Stux Daemon énekes-gitáros az egyetlen olyan tag, aki a mai napig képviseli az együttest. 2003-ban rögzítettek egy demót, de végül nem került kiadásra. Első nagylemezük 2007-ben jelent meg. Az album megjelentetési ideje 2007. április 2.-ára volt tervezve, de egy vihar és árvíz miatt április 14.-ére tették át a dátumot. 2013-ban megjelentették második albumukat is. Az együttes hagyományos death metalt játszik, de a thrash és progresszív metal elemeit is vegyítik zenéjükben. Fő zenei hatásuknak a Machine Head, Carcass és Obituary együtteseket jelölték meg. Ők az egyetlen olyan death metal együttes Afrikában, amelynek az összes tagja fekete bőrszínű.

## Tagok
- Stux Daemon – ének, gitár (2000 –)
- Dem Lord Master – dob (2002 –)
- Ben Phaks – ritmusgitár (2008 –)
- Oppy Gae – basszusgitár (2008 –)

## Korábbi tagok
- SBond - basszusgitár
- BG - ritmusgitár
- Damon D.O. - basszusgitár

## Diszkográfia
- Mirth of Sorrow (demó, 2003, kiadatlan)
- Soulless Machine (album, 2007)
- Intellectual Metamorphosis (album, 2013)